# Fedél Nélkül
A Fedél Nélkül című újság Magyarországon megjelenő, hajléktalanok által írt, szerkesztett és terjesztett „utcalap”. Alapvető célja olyan olvasható, közérdeklődésre számot tartó lapot adni az olvasóknak, mely – egyedi jellegzetességeinek megőrzése mellett – kívül-belül méltó társa lehet a Nyugat-Európában már sok helyütt létező, népszerű utcalapoknak.

## Története
1993 tavaszán született az ötlet, hogy a sajtó szűkszavúsága miatt a hajléktalanoknak saját lapot kellene kiadni. Ungi Tibor alapító-főszerkesztő a Menhely Alapítvány támogatásával indíthatta el a Fedél Nélkül című utcalapot. Az első szám 1993 júliusában került utcára. Kezdetben az újság négy A/4-es oldalon jelent meg, igény szerinti példányszámban, fénymásolva. Az első számokban az ekkor még formálódó hajléktalan-ellátó rendszerről, a friss szociális törvény rendelkezéseiről szóló írások, üzenetek, versek, s rajzok kaptak helyet. A lap egyre következetesebben hajléktalan szerzők munkáit adta közre.
Vételár az első néhány számot kivéve nem lett megállapítva. A lap, létrejöttekor nem más volt, mint segélykiáltás. Legfontosabb célja, hogy a hajléktalan emberek hírt adjanak magukról a világnak: figyelem, létezünk! Másrészt a súlyos megélhetési problémáik enyhítése, extragyors segély kérése a társadalom egészétől. A lap példányaiért a terjesztő adományt fogad el a vevőtől, melynek összegét egyedül a vevő szabja meg. Az effajta adományozás a társadalmi újraelosztás legdirektebb formája, az adományozó adományát közvetlenül ahhoz az emberhez juttathatja el, aki véleménye szerint leginkább rászorul. A terjesztő pedig olyan segítséget kap, mely minden állami/önkormányzati segélynél gyorsabb. A terjesztőnek a kapott adománnyal elszámolnia senki felé sem kell.
A kilencvenes évek második felében kéthetente 16 000 példányban is elfogyott a lap.
Ungi Tibor 1998-ban bekövetkezett hirtelen halála után változtatásokra került sor. Mint addig, a lap székhelye a Menhely Alapítvány nappali melegedője maradt. Az Alapítvány koordinátort alkalmazott, akit megbízott a lap szerkesztőbizottsága, az Alapítvány, valamint a terjesztők közötti kapcsolat tartásával, valamint az újság előállításának technikai feladataival.
2000. március 9-én jelent meg a Fedél Nélkül 151. száma, az első, mely nyolc oldalon, kétszínnyomással, nyomdában készült. A megjelenés változatlan maradt; kéthetente csütörtökön. Ettől kezdve a terjesztőknek meg kell vásárolniuk az eladandó lappéldányokat. Az Alapítvány nem tudta vállalni a nyomdaköltséget, viszont nem támogatott olyan megoldást sem, melyben a hajléktalan emberek az Alapítvány felé befizetőkké válnak, így került bevezetésre az azóta is működő rendszer, ahol a terjesztők helyileg továbbra is a melegedő épületében, közvetlenül a nyomda alkalmazottjától vásárolják a lap példányait.
A 250. lapszámtól folyamatosan futó művészeti pályázatot hirdettek hajléktalan emberek számára, próza, vers és kép kategóriákban. Kategóriánként és havonta 3-3 alkotást díjaz zsűri, igaz, rendkívül szerény pénzdíjjal.
A legnívósabb szerzők írásaiból a 75. ünnepi könyvhéten Alkonyzóna címmel antológia jelent meg a Barrus Kiadó gondozásában. A pályázat és a kötet körül formálódó szerzői csoport kiállításokon, felolvasóesteken, könyvbemutatókon mutathatja meg magát. A munka folytatásaként 2008 novemberében jelent meg a második antológia Alkonyattól pirkadatig címmel, melyben a 2004 óta született alkotásokból válogatott – ismét – a Barrus Kiadó.
2005 decemberében a Fedél Nélkül lapjain jelent meg először magyarul a 2006 februárjában megjelent Harry Potter és a Félvér Herceg első fejezete. A lap 12 ezres példányszáma az első nap elfogyott.
2006 decemberében a lap szerzőiből megalakult a VAGYUNK - Otthontalan Művészek Önsegítő Egyesülete, mely azóta számos kiállításon mutatkozott be.
2005–2008 közt az Európai Unió EQUAL programja keretében sok és minőségi munka végzésére volt lehetőség. Három új szociális szakember foglalkoztatásával megreformálták a terjesztői hálózatot és a projekt futása alatt állandó mellékletet készített három otthontalan szerző. Munkájukat egy szerkesztő vezényelte, azaz kilencfős stábbal dolgozhattak. A terjesztői hálózat rendbetételének sajnálatos mellékhatása, hogy csökkent regisztrált terjesztők száma (2003–2007 között évente átlagosan 480 aktív terjesztő volt, 2008-ban csak 370 fő). A terjesztőkkel tartott kapcsolat intenzitásának növekedése, a munkavégzés módjának szorosabb ellenőrzése, a terjesztői szabályzat megsértésének konzekvens szankcionálása sokak kedvét elvette a Fedél Nélkül terjesztésétől. Az eredmények azonban kárpótolták a kiadót, a megmaradt terjesztőket lassan sikerült közelebb hozni a lap életének mindennapi eseményeihez, olyan bizalmi kapcsolatokat alakítottak ki, melyek hosszú távon segítik a működést.
Az Összefogás Közalapítvány támogatásával 2006–2007-es években 18 terjesztőnek vásároltak szolgálati időt a Nyugdíjbiztosítótól, így nekik ezen időszakban végzett munkájuk elismerésre kerül majd szolgálati idejük összeszámlálásakor.
2008 márciustól a lap új arculattal jelenik meg, színes elő- és hátoldallal, valamint bővített, 12 oldalas formátumban. Szintén az év újdonsága, hogy keresztrejtvénnyel bővült a lap, melyet egy önkéntes készít és az Írók Boltja támogat. Minden lapszámban olvasható egy-egy riport, melyet az EQUAL-program keretében hajléktalan szerzők alkalmazásával készíthettek. Állandó rovat indult a szenvedélybetegségekről, s állandó felületen számol be a Menhely Alapítvány munkájáról.
Egy kutatócég auditálja a lapot, hogy a hirdetési- és reklámpiacon versenyképesebb legyen.
2016. október 20-án a lap 581. rendkívüli lapszáma Népszabadság-melléklettel jelent meg 37 ezres példányszámban.

## Finanszírozás
A lap alapítása óta három korai lapszámtól eltekintve sosem volt megszabva fogyasztói ár. A terjesztők kezdetben a Menhely Alapítvány fénymásolóján előállított lapot ingyen kapták, s az érte kapott adományt szabadon használhatták fel, elszámolniuk nem kellett. E rendszer alapvetően máig él egyetlen, de fontos módosítással.
A természetes fejlődés és azon vágy, hogy a különböző utcalapok között különálló, egyedi darab maradhasson vezetett oda, hogy 2000 tavaszától a lap nyomdában, kétszínnyomással készül, 2008 tavaszától pedig mindez színes borítóba került. Bár sikerült szociálisan érzékeny nyomdát találni, a nyomtatás itt is pénzbe kerül, és ennek költségét a Menhely Alapítvány felvállalni nem volt képes. Így született meg a máig élő rendszer, miszerint a nyomdaköltségeket a terjesztők fizetik meg. A lap egy példányáért ma harminc forintot kell fizetni, elszámolniuk pedig továbbra is csak munkavégzésük módját illetően kell, bevételeik teljes egészében őket illetik meg. A nyomtatási költségek fennmaradó részét adományként kapja a lap.
Minden egyéb tárgyi feltételt – irodát, számítógépet, telefont, stb. – továbbra is a Menhely Alapítvány biztosítja. Az Alapítvány költségvetésében szereplő évi mintegy négy és fél milliós büdzsénket a két koordinátor bérére, a napi működéshez szükséges eszközökre, klubokra és rendezvényekre költik el.
A rendszeres kiadások másik állandó tételét képezik a 2004 februárjában kiírt művészeti pályázat pénzdíjai, melyek havonta a közterhekkel együtt összesen mintegy 45 000 forintot tesznek ki. Ezt az összeget teljes egészében a lap számára érkező pénzadományokból fizetik ki, ami azt is jelenti egyben, hogy a pályázat csak addig fog élni, míg számlájukon lesz elegendő pénz egy újabb hónap kilenc díjazottjának. A Fedél Nélkül számlaszámára érkező pénzadományokat kizárólag a művészeti pályázatra fordítják, kivéve, ha az adományozó másként rendelkezik.
A kiadások teljes egészében az adományozókat, terjesztőket és a Menhely Alapítványt terhelik.

## Alkotók
Ők azok, akik sok-sok éve önzetlenül (értsd: ingyen) írják meg, s adják le műveiket. Számuk nehezen meghatározható, jelenleg mintegy százötven szerzővel van kapcsolata az újságnak. 2003 áprilisában indult dokumentumtárban háromszáznál több szerző közel 2500 még kiadatlan műve gyűlt össze. Az újság weboldala a már kiadott írásokat adja közre kéthetenkénti frissítéssel, komoly archívumot hozva létre hajléktalan emberek munkáiból.
Fontos megjegyezni, hogy a szerzők közt ma már nem kizárólag otthontalan emberek szerepelnek, a támogatók közül sokan alkotásaikkal segítenek, azaz a kortárs magyar művészet képviselőinek néhány alkotása minden lapszámban megtalálható.

## Művészeti Pályázat
2004 februárjában folyamatosan futó művészeti pályázatot írtak ki hajléktalan emberek számára, próza, vers és kép kategóriákban. Kategóriánként és havonta 3-3 alkotást díjaz a zsűri (5, 3 és 2 ezer forinttal), azaz havonta kilenc ember munkáját tudják honorálni, még ha csak jelképes összeggel is. A pályázat igazi sikert aratott, az első öt évben kétszáznál több pályázótól több, mint négyezer(!) pályamunka érkezett.
Az azonos hónapban beérkező pályamunkák közül a következő hónap első felében választja ki három tagú zsűri a díjazni kívánt alkotásokat. A díjakat a havonta (minden hónap negyedik hétfőjén) rendezett díjkiosztó ünnepség keretében adják át, melynek rendes helyszíne a DocuArt Kocsiszín. Évente néhány alkalommal más helyszíneken, más rendezvényekkel közösen ünnepelik a hónap legjobb alkotóit.
A legtöbb alkotás Budapestről érkezik, de egyre nagyobb arányban kapnak pályázatot a vidéki városokból is. 2009-ben a vidéki települések közül rendszeresen Debrecenből, Szolnokról, Pécsről, Pápáról, Tatáról, Ózdról és Miskolcról érkeztek pályaművek az alkotó kedvű hajléktalan emberektől.

### A zsűri tagjai
- Boros Györgyi - a lap koordinátora
- Fekete András - a Barrus Kiadó igazgatója - a zsűri elnöke
- Tar Ágnes - a BMSZKI munkatársa

### Díjazottak
A tizenkét hónap első és második díjas alkotásai az év zárultával külön versenyben vesznek részt, az erre a célra alakult – immáron szigorúan szakértőkből álló – zsűri vers, próza és grafika kategóriákban kiválasztja az év alkotásait. Az év legjobb alkotásai díj kiadását az elmúlt években a következő zsűri munkájának köszönhetik:
- Háy János - író
- Fekete András - a Barrus Kiadó igazgatója (2009-ig)
- Horváth Tibor - médiaművész
- Kukorelly Endre - író
- Ágens - előadóművész
- Szász Lilla - fotóművész

A díjazott pályamunkák mindegyike közlésre kerül a Fedél Nélkülben.

## Terjesztők
A terjesztők azok, akikért a Fedél Nélkül létrejött és létezik, akiknek a kapott bevétel jobbára egyetlen jövedelemforrásuk, napi megélhetésüket fedezi. A terjesztők csak a kiadó által készített fényképes, sorszámozott terjesztői igazolvánnyal (kitűzővel) rendelkező személy terjesztheti. Őket a lap dolgozói személyesen ismerik, és nyilvántartásuk van róluk. Ez azt is jelenti egyben, hogy érdemi lépéseket is csak feléjük tudnak tenni, hiszen velük állandó interakcióban vannak. A lap indulása óta (1993.) 2008. végig 1560 regisztrált terjesztő volt, közülük mintegy 370 az aktív (ennyien újították meg 2008-ban terjesztői igazolványukat). Egy átlagos napon 100-150 terjesztő dolgozik a főváros közterein. Nekik a hét minden munkanapján nyitva áll a szerkesztőség ajtaja, hogy friss lapot vehessenek. Egy újság ára 30 Ft, de egyszerre legalább 10 darabot kell venni. Számukra a hét három napján a koordinátorok ügyeletet adnak, hogy bajaik megoldásában segítségükre legyenek.
Nem terjesztő az, aki kitűző nélkül, egy szakadt, régi lappal koldul, aki sosem ad a pénzért cserébe lapot, vagy akik sosem járnak be a szerkesztőségbe, és akikre így hatni sem lehet. Igen komoly kihívást jelent, hogy a terjesztőket megkülönböztessék azoktól, akik egy-egy lappal a kezükben tulajdonképpen koldulnak az utcákon. A megkülönböztetés célja nem az, hogy a koldusoktól való elfordulást erősítsék, csupán azt szeretnék elérni, hogy a Fedél Nélkül, mint utcalap, terjesztőivel együtt jól megfogható, markánsan körvonalazott, önálló entitást képezzen.

### Terjesztői Szabályzat
1. A lapot csak érvényes terjesztői engedéllyel és igazolvánnyal (kitűzővel) rendelkező személy terjesztheti.
2. A terjesztői engedély a kiállítás napjától hat hónapig érvényes.
3. A terjesztés joga át nem ruházható.
4. A kitűzőt a mindenkori szerkesztőség állítja ki, illetve vonhatja vissza, a kitűző a szerkesztőség tulajdona.
5. Tilos a lapot úttesten terjeszteni.
6. Tilos a lapot ittas állapotban és egyéb, bódító szer hatása alatt terjeszteni.
7. Magánterületen csak a tulajdonos vagy a terület bérlőjének engedélyével terjeszthető a lap.
8. Tilos a lapot erőszakosan terjeszteni.
9. A lap nem koldulási eszköz, azaz a terjesztő az adományért a lapot köteles átadni.
10. A terjesztő környezetében lévő koldusokkal, árusokkal, utcazenészekkel, más terjesztőkkel mindennemű összetűzést kerülni kell.
11. A terjesztés helyszíne csak a terjesztői engedélyben megadott helyszín lehet, tilos más terjesztő helyszínén terjeszteni.
12. A szabályok a terjesztő és a lap érdekeit szolgálják. Aki vét ezek ellen, annak terjesztői engedélye bevonásra kerülhet.

### Az Év Terjesztője
A terjesztők választják meg maguk közül 2006 óta az Év Terjesztőjét, akinek teljesítményét egy névre szóló kupával, oklevéllel és apró ajándékokkal jutalmazzák.

### Terjesztői Gyűlés
Terjesztői gyűlést minden negyedik héten csütörtökön, páros számú lapszámok megjelenése napján tartanak. E gyűlésen minden regisztrált terjesztő jogosult megjelenni. Ezen a fórumon hozzák nyilvánosságra először terveiket, döntéseiket, a feladatokat, beszámolnak eredményeikről, illetve próbálnak a lehető legtöbb ötletet, visszajelzést begyűjteni a megjelentektől.
A terjesztők javaslatára megszületett a „Panasz füzet”, melybe leírhatják aktuális problémáikat, véleményeiket azok is, akik nem kívánják ehhez nevüket adni. A panaszok nem maradnak válasz nélkül, heti munkaértekezleteken kerülnek megválaszolásra, illetve a füzet a Terjesztői Gyűléseken is előkerül. A terjesztők által felszlogenezett ("Terjesztők vagyunk, nem koldusok!") póló gyártásának ötlete is a Terjesztői Gyűléseken született meg. Szintén szerepet játszottak a Terjesztői Gyűléseken résztvevők észrevételei a láthatósági mellény kialakításában. Ma mindkét ruhadarabot igényelheti bármely érvényes engedéllyel rendelkező terjesztő, a gyártási árnak megfelelő összegű letéti díjért.
A gyűlés fontosságát abban látják, hogy a résztvevők erősítik egymást az újságterjesztési szokások javításában, a lap életében a kezdetek óta naponta visszatérő panaszokra válaszul nagy nyilvánosság előtt hangzanak el pozitív példák, melyek újabb és újabb megerősítést jelentenek azoknak, akik már azt gondolják: úgysem fog menni. Céljuk, hogy a terjesztőket az újság életébe mindinkább bevonják, érezzék, hogy egy önmagáért tenni képes közösség tagjai. Összefogásukat saját érdekükben erősítik, a „fekete terjesztők”, a szabályokat be nem tartók ellen.

### Kiemelt Terjesztők
Az Európai Unió EQUAL-programjában (2005–2007) két alapvető feladatot vállaltak: egy kiemelt terjesztői mintacsoport létrehozását, valamint 64 alkalommal EQUAL-melléklet megjelentetését az újságban, hajléktalan emberek foglalkoztatásával. A programban konzorciumi partnereik a Budapesti Módszertani Szociális Központ és Intézményei, valamint a Fővárosi Szociális Közalapítvány voltak.
A kiemelt terjesztői csoport létrehozásában három főállású szociális szakember működött közre. A legjobban teljesítő és velük együttműködni kész terjesztők közül néhány tucatnyi létszámú csoportot hoztak létre, melynek tagjait megkülönböztetett figyelemmel kísérték, számukra egyéni esetkezelést biztosítottak, erősítették az összefogást közöttük, elősegítették kis munkacsoportok szerveződését, melyek a magánéletbeli kapcsolatépítésnek is alapjai lehetnek.
A külsőségeken (mint az egyen-mellény) túl olyan közös mentalitást, követendő normákat kívántak meghonosítani, mely a többi terjesztő felé is vonzó tud lenni. A két és fél év folyamán (2005. július-2007. december) huszonkilenc főt neveztek ki kiemelt terjesztői státuszba, közülük huszonnégyen őrizték meg státuszukat, ketten súlyos betegség után meghaltak, egy terjesztőnek sikerült vidéki házat venni és kikerült a hajléktalanságból, egy fő eltűnt (valószínűleg hazatért szülőföldjére), míg egy terjesztő magatartásával vált méltatlanná a piros kitűző viselésére. Az elhunyt és az eltűnt terjesztők kivételével mindegyikükkel van élő kapcsolatuk ma is.
A program során egyéni esetkezelés folyt, a három szociális munkás a terjesztőket érintő problémák megoldásában segédkezett. A kiemelt terjesztői program az EQUAL-program befejezése után is folytatódott.

#### Ki lehet kiemelt terjesztő?
- Regisztrált terjesztő legalább három hónapja.
- Kiemelt terjesztői szerződés aláírásával megállapodást köt a Fedél Nélkül szociális és mentálhigiénés munkatársával.
- Együttműködik a szerkesztőséggel.
- Sok lapot ad el.
- Példa értékűen végzi a munkáját.

#### A kiemelt terjesztőséggel járó előnyök
- Egyéni esetkezelés biztosítása.
- A csak kiemelt terjesztőknek járó munkaruházat: piros igazolvány (kitűző) és fényvisszaverő sávval ellátott mellény biztosítása.
- Az optimális terjesztéshez használatos munkaeszközök biztosítása (a többi terjesztőnek ezt önerőből kell előteremtenie).
- Az eseti adományokból elsődlegesen ők részesülnek.
- A Fedél Nélkül és más szervezetek közös akcióiba elsődlegesen őket vonják be.
- Az újsággal kapcsolatos terveiket elsődlegesen velük beszélik meg.
- A laphoz kötődő szolgáltatásokon túl az Alapítvány egyéb szolgáltatásaihoz is egyszerűbben, zömében soron kívül juthatnak hozzá.

#### Kiemelt Terjesztői Klub
A klub a kiemelt terjesztők csoportként való szerveződéséhez nyújt segítséget. Közös tevékenységgel, élményekkel igyekeznek e terjesztők közti megértést, összefogást segíteni, hogy idővel közös akarattal, közös tervekkel legyenek képesek hozzájuk fordulni. A munkát nagymértékben nehezíti, hogy a terjesztők túlnyomó többsége egyedül, sokszor magányosan, másoktól elszigetelve, barátok nélkül él, a közösségi élethez alig vagy semmilyen motivációt nem talál. Olyan közösség formálását szeretnék segíteni, amely túlmutat az EQUAL projekt időkorlátain, s hosszabb távon hajthat hasznot.
A Kiemelt Terjesztői Klub szabadidős tevékenység; általában havonta egyszeri foglalkozás, melyet minden kiemelt terjesztő illetve egy-egy meghívott vendégük látogathat. A foglalkozásokat egy szociális munkás vezeti.
Az eddigi tapasztalat azt mutatta, hogy főként kirándulások, utazások és szabadtéri foglalkozások iránt nagy az érdeklődés. A programok közt szerepelt eddig filmnézés, irányított beszélgetés, vetélkedés, zenehallgatás, kirándulás, stb.. 2006 őszén sikerrel szerveztek egynapos kiruccanást Bécsbe 10 fő részvételével, melyet 2007 júniusában immáron a terjesztők kezdeményezésére megismételtek. Először sikerült valamely közös cél érdekében pénzgyűjtést szervezniük, az utazáshoz szükséges öt-ötezer forintnyi „belépőt” nyolc kiemelt terjesztő adta össze. Kirándulásukra elkísérte őket a közszolgálati csatorna stábja, hogy ország-világ nyilvánossága előtt is híre keljen a sikeres akciónak. 2007 végén – részben terjesztői gyűjtés eredményeképpen – a horvát tengerparton, Zárában tettek villámlátogatást.

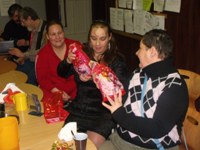
Kiemelt terjesztők karácsonya

Kiemelt jelentőséggel bírtak a karácsonyi ünnepségek, melyen a közös faállítás örömeivel, személyre szabott ajándékkal várják a terjesztőket, valamint ekkor hirdették ki Az Év Terjesztője szavazás végeredményét.
2006 tavaszán, majd 2007-ben többször is kirándultak a Budai-hegyekben, a túrákat közös főzéssel, libegőzéssel zárták. A résztvevőknek családias, kisközösségi hangulatot igyekeznek teremteni. Szendviccsel, teával, süteménnyel stb. várják őket.
Jelentős sikerként értékelik, hogy a csoport létezésének második évében az eredetileg egymást alig ismerő, esetleg kifejezetten rossz viszonyban lévő kiemelt terjesztők egymást barátságosan üdvözölve köszöntik a nappali melegedőben, illetve egyre gyakrabban egymást „megvédve” próbálják egységüket kifejezni.
A klubokat az EQUAL program lejárta után is havonta szervezik, céljaik szerint a csoport tagjaival a többi terjesztő felé is gesztusértékkel bíró feladatokat végeznek el, hogy elfogadottságukat, presztízsüket tovább erősíthessék.